# Magierowski
Magierowski (forma żeńska: Magierowska; liczba mnoga: Magierowscy) – polskie nazwisko szlacheckie. W Polsce nosi je ok. 700 osób, przy czym większość z nich mieszka na Śląsku.
Ród Magierowskich wywodzi się z okolic Kolczyna. Magierowscy byli herbownymi herbu Szeliga. 